# Hoppa bock

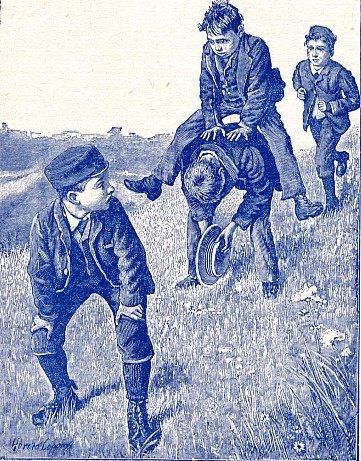
En grupp barn leker hoppa bock år 1897.

Hoppa bock är en lek som går ut på att man hoppar grensle över en lekkamrats rygg då kamraten står framåtböjd. Förr kallades den även leka bock och springa bock.
Ryggen som hoppas över kan även ersättas med ett föremål, exempelvis en hoppbock. Leken har belägg från år 1784.